# Christoph von Buchwaldt

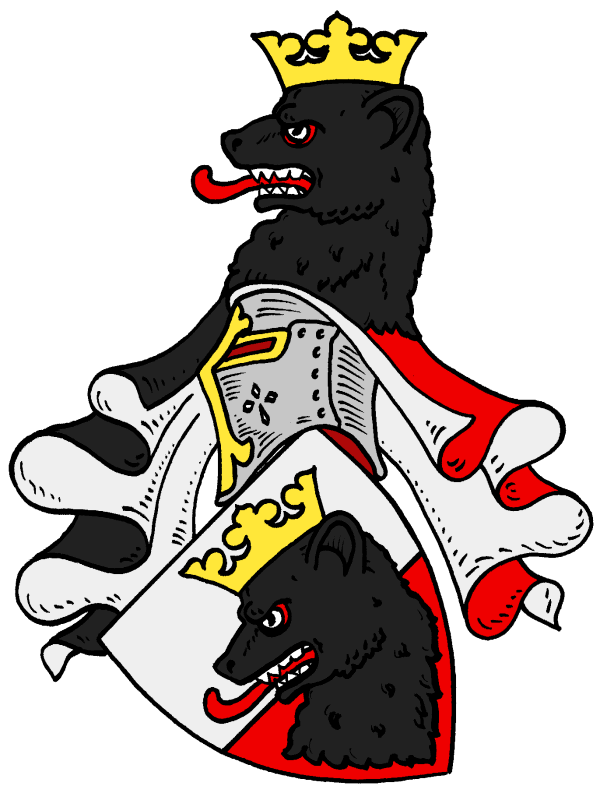
Stammwappen derer von Buchwaldt

Christoph von Buchwaldt (* 14. Oktober 1751; † 23. April 1828 in Lübeck) war ein deutscher Domherr und Gutsbesitzer.

## Leben
Christoph von Buchwaldt entstammte dem holsteinischen Uradelsgeschlecht (Equites Originarii) von Buchwaldt. Er war ein Sohn des Detlev von Buchwaldt (1721–1797) auf Helmstorf und dessen Frau Magdalene Lucie von Blome (1726–1787), einer Schwester von Wulf von Blome und Otto von Blome.
Schon als knapp Siebenjähriger erhielt er 1758 durch den Domdekan August Christian von Witzendorff die Präbende des verstorbenen Nicolaus von Reventlow als Domherr im Lübecker Domkapitel. In den 1790er Jahren erscheint er als Thesaurar (Schatzmeister) des Domkapitels. Bei der Säkularisation des Hochstifts im Reichsdeputationshauptschluss 1803 gehörte er zu den Domherren mit den höchsten Einkünften (Panistae). Er behielt seine Privilegien und Einkünfte auf Lebenszeit. Seit dem Tod von Friedrich Ludwig von Moltke 1824 war er Senior des Kapitels.
Seit 1780 gehörte er der 1776 unter anderem von seinem Schwager Wulf von Blome gegründeten Kieler Freimaurerloge Louise zur gekrönten Freundschaft an. 1783 wurde er königlich dänischer Kammerherr. Nach dem Tod seines Vaters 1797 kam es zur Erbteilung durch Los: Christoph von Buchwaldt erbte das große Gut Helmstorf (2338 Hektar) mit Flehm (Högsdorf), sein Bruder Wolf von Buchwaldt das Gut Neudorf (heute Ortsteil von Hohwacht (Ostsee)).
Er war verheiratet mit Komtesse Friderike Sophie, geb. Moltke (1764–1828), einer Tochter von Christian Magnus Graf von Moltke auf Noer und Schwester von Adam Gottlob Detlev von Moltke. Das Paar hatte eine Tochter, Magdalena Lucia (1784–1812), und zwei Söhne, Detlev Christoph (1788–1817) und Magnus (1796–1863), der Hermstorf  erbte.
Er starb in Lübeck nach neuntägigem Krankenlager im 77. Lebensjahr; „Sanft und ruhig wie sein Leben war sein Tod“.